# Dove Award „Az Év Együttese” kategóriában
A Dove Award nyertesei "Az Év Együttese" kategóriában: 
- 1981  	IMPERIALS
- 1982 	IMPERIALS
- 1983 	IMPERIALS
- 1984 	Nem osztották ki
- 1985 	Nem osztották ki
- 1986 	Nem osztották ki
- 1987 	FIRST CALL
- 1988 	FIRST CALL
- 1989 	TAKE 6
- 1990 	BEBE & CECE WINANS
- 1991 	PETRA
- 1992 	BEBE & CECE WINANS
- 1993 	4HIM
- 1994 	4HIM
- 1995 	4HIM
- 1996 	POINT OF GRACE
- 1997 	JARS OF CLAY
- 1998 	JARS OF CLAY
- 1999 	POINT OF GRACE
- 2000 	SIXPENCE NONE THE RICHER
- 2001 	Third Day
- 2002 	Third Day
- 2003 	Third Day
- 2004 	MercyMe
- 2005   Casting Crowns